# Сигнал о помощи

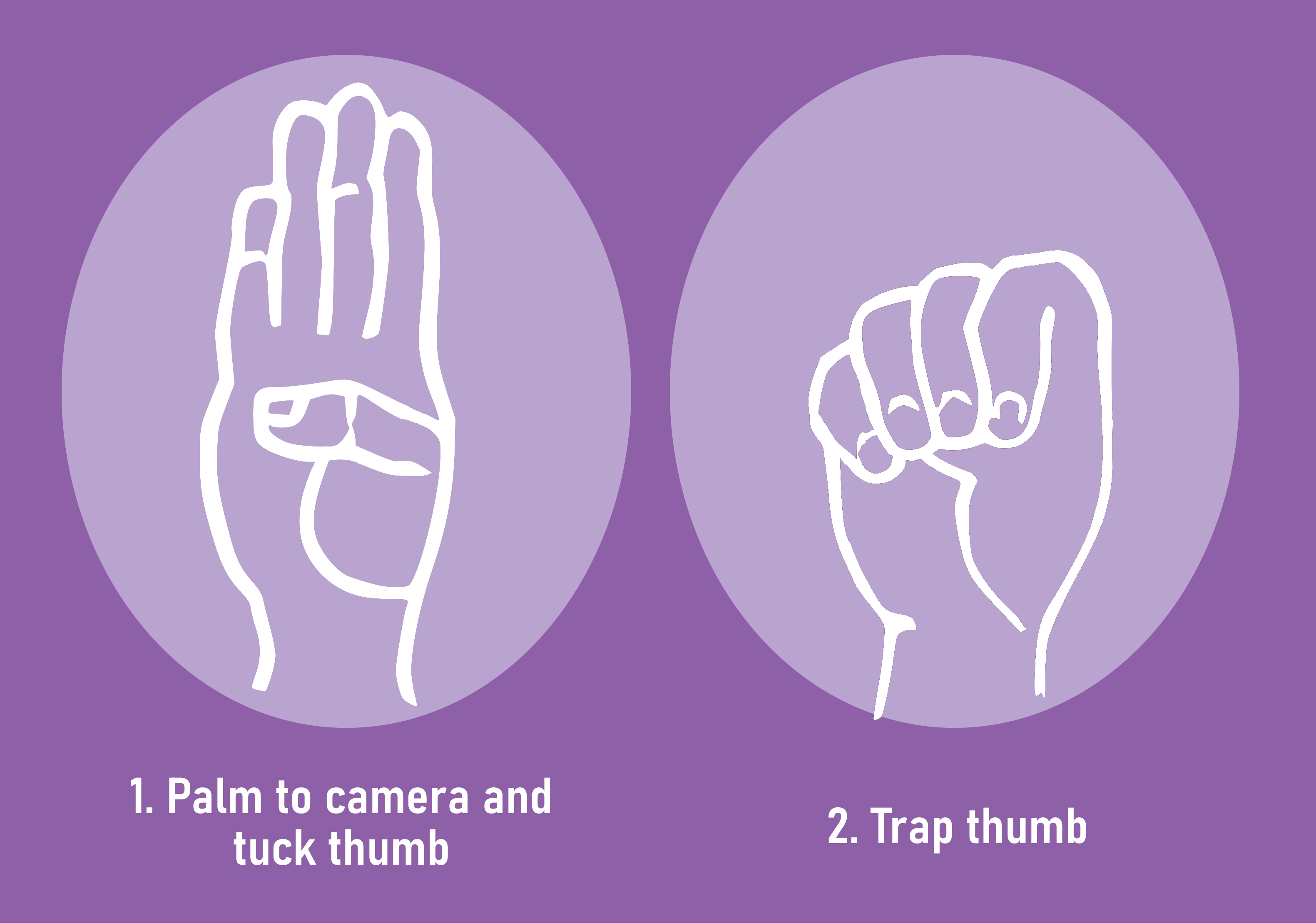
Сигнал о помощи:
1. Повернуть ладонь к камере и прижать большой палец к ладони,
2. Обхватить большой палец другими пальцами.

Сигнал о помощи, или сигнал о помощи при домашнем насилии, — международный универсальный сигнал о помощи, который можно подать одной рукой. Этот жест можно показать одной рукой во время видеозвонка или при личном общении, давая другим понять, что вы чувствуете угрозу и нуждаетесь в помощи. Сигнал был создан как инструмент для борьбы с ростом числа случаев домашнего насилия во всём мире, связанных с мерами самоизоляции, которые были введены во время пандемии COVID-19.
Для подачи сигнала нужно поднять руку, прижать большой палец к ладони, затем согнуть четыре других пальца, символически захватывая ими прижатый большой палец. Сигнал был специально разработан как единое непрерывное движение руки, а не как знак, удерживаемый в одном положении, чтобы его можно было легко увидеть.
«Сигнал о помощи» был представлен Канадским женским фондом 14 апреля 2020 года. Вскоре его признала WFN, и он распространился по всему миру. Он получил одобрение местных национальных и международных новостных организаций за помощь в обеспечении современного решения проблемы роста числа случаев домашнего насилия.
Если вы увидели, что человек использует этот жест во время видеозвонка, следует связаться с ним по другим каналам (например, с помощью текстовых сообщений или электронной почты) и узнать, в чём дело, задавая вопросы, предполагающие односложные ответы «да» или «нет», и обращаться в службы экстренной помощи только в том случае, если сигналящий чётко об этом просит.